# 大花山姜
大花山姜（学名：Alpinia uraiensis）为姜科山姜属下的一个种。